# Савельев, Олег Алексеевич
Савельев Олег Алексеевич (15 сентября 1937, Саратов — 13 ноября 1993, Саратов) — советский и российский архитектор.

## Биография
Родился 15 сентября 1937 года в Саратове.
В 1951 году поступил в Саратовское художественное училище, которое окончил в 1956 году с отличием. С 1956 года работал в институте «Ленпроект». В 1966 году окончил Ленинградский институт живописи, скульптуры и архитектуры по специальности архитектор. Служил в Советской армии, работал резчиком по металлу, старшим техником-архитектором. 
В 1968—1976 годах — главный архитектор Кривого Рога, начальник архитектурно-планировочного управления Криворожского горисполкома. Член Союза архитекторов СССР с 1972 года.
В 1975—1980 годах — заместитель директора института «Саратовгражданпроект». В 1980—1993 годах — главный архитектор Саратовского государственного проектного института. В 1966 году выиграл открытый конкурс на проект ювелирной фабрики в Москве — 1-я премия. 
Умер 13 ноября 1993 года в Саратове.

## Проекты
Основные реализованные проекты:
- дипломный проект студенческого городка и здания общежитий на 12 тысяч человек (Ленинград);
- монумент на площади Освобождения (Кривой Рог, 1972);
- проектное предложение общегородского спортивного центра (Саратов);
- микрорайоны в посёлке Солнечном;
- мотель с рестораном на Алтынной горе;
- производственно-лабораторный корпус ПО «Интеграл» (Минск).

Имел авторское свидетельство на роспись торца общественного блока Саратовского государственного педагогического института.